# Play (gruppo musicale)
Le Play sono state un girl group pop svedese. Il gruppo è stato attivo dal 2001 al 2005 e poi nuovamente dal 2009 al 2011.

## Formazione
- Anaïs Lameche (2001-2005; 2009-2011)
- Faye Hamlin (2001-2003; 2009-2010)
- Anna Sundstrand (2001-2005)
- Rosie Munter (2001-2005)
- Janet Leon (2001-2005)
- Sanne Karlsson (2009-2011)
- Emelie Norenberg (2011)

## Discografia
Album studio
- 2001 - Us Against the World
- 2003 - Replay
- 2004 - Don't Stop the Music
- 2004 - Play Around the Christmas Tree
- 2010 - Under My Skin

EP
- 2002 - Play EP

Raccolte
- 2003 - Playin' Around
- 2005 - Girl's Mind